# Cladonia polydactyla
Cladonia polydactyla (Flörke) Spreng., 1827 è una specie di lichene appartenente al genere Cladonia,  dell'ordine Lecanorales.
Il nome proprio deriva dal greco πολύ, cioè poly, che significa molto, e δὰκτυλα, cioè dàktyla, che significa dita ad indicare gli apoteci digitiformi.

## Caratteristiche fisiche
Il sistema di riproduzione è principalmente asessuato, attraverso i soredi o strutture similari, quali ad esempio i blastidi. Il fotobionte è principalmente un'alga verde delle Trentepohlia, di preferenza una Trebouxia.

## Habitat
Questa specie si adatta soprattutto a climi di tipo temperato fresco o montano dell'area circumboreale. Lichene di tipo circumpolare, è stata rinvenuta su suoli organici e legni in decomposizione, in terreni boscosi su parti basali di vecchi tronchi, abbastanza diffuso nel nord dell'Italia, più raro e limitato ai castagneti al sud. Predilige un pH del substrato molto acido. Il bisogno di umidità spazia da igrofitico a mesofitico.

## Località di ritrovamento
La specie è stata rinvenuta nelle seguenti località:
- USA (Idaho);
- Germania (Baviera, Meclemburgo, Essen, Renania Settentrionale-Vestfalia, Brandeburgo, Turingia, Amburgo, Schleswig-Holstein, Renania-Palatinato, Bassa Sassonia, Baden-Württemberg, Sassonia);
- Austria (Alta Austria, Stiria);
- Spagna (Castiglia e León, Madrid, Cantabria);
- India (Tamil Nadu);
- Danimarca, Estonia, Finlandia, Gran Bretagna, Irlanda, Isole Azzorre, Lituania, Lussemburgo, Norvegia, Paesi Bassi, Polonia, Repubblica Ceca, Romania, Svezia, Ungheria.

In Italia questa specie di Cladonia è abbastanza rara:
- Trentino-Alto Adige, non è stata rinvenuta
- Val d'Aosta, da rara a molto rara nelle valli
- Piemonte, piuttosto rara sui monti dell'arco alpino, estremamente rara nel resto della regione
- Lombardia, da rara ad estremamente rara nelle zone alpine e di confine col Trentino; estremamente rara nelle zone pedemontane
- Veneto, rara nelle zone di confine col Trentino, estremamente rara nelle zone pedemontane
- Friuli, rara lungo l'arco alpino, estremamente rara nelle zone pedemontane, non rinvenuta altrove
- Emilia-Romagna, da rara ad estremamente rara lungo l'arco appenninico
- Liguria, non è stata rinvenuta
- Toscana, da molto rara ad estremamente rara in tutta la regione, tranne le zone litoranee dove non è stata rinvenuta
- Umbria, non è stata rinvenuta
- Marche, rara nella parte meridionale appenninica della regione, estremamente rara altrove
- Lazio, non è stata rinvenuta
- Abruzzi, non è stata rinvenuta
- Molise, non è stata rinvenuta
- Campania, non è stata rinvenuta
- Puglia, non è stata rinvenuta
- Basilicata, non è stata rinvenuta
- Calabria, rara sulla Sila e sull'Aspromonte, molto rara sul versante tirrenico, estremamente rara sul versante ionico
- Sicilia, non è stata rinvenuta
- Sardegna, non è stata rinvenuta.[4]

## Tassonomia
Questa specie e di incerta attribuzione per quanto concerne la sezione di appartenenza; a tutto il 2008 sono state identificate le seguenti forme, sottospecie e varietà:
- Cladonia polydactyla f. corticata (Asahina) Asahina (1971).
- Cladonia polydactyla f. elegans (Asahina) Asahina (1971).
- Cladonia polydactyla f. fastigiata (Asahina) Asahina (1971).
- Cladonia polydactyla f. lateralis (Schaer.) M. Choisy (1951).
- Cladonia polydactyla f. monstrosa (Mudd) Grummann ex Schade (1959).
- Cladonia polydactyla f. perplexans (Asahina) Asahina (1950).
- Cladonia polydactyla f. polydactyla (Flörke) Spreng. (1827).
- Cladonia polydactyla f. subulata (Asahina) Asahina (1971).
- Cladonia polydactyla f. takayuensis (Asahina) Asahina (1971).
- Cladonia polydactyla f. tubaeformis Mudd.
- Cladonia polydactyla var. flavescens (Vain.) M. Choisy (1951).
- Cladonia polydactyla var. perplexans Asahina (1939).
- Cladonia polydactyla var. polydactyla (Flörke) Spreng. (1827).
- Cladonia polydactyla var. theiophila (Asahina) Asahina (1950).
- Cladonia polydactyla var. umbricola (Tønsberg & Ahti) Coppins (1993).